# Hameedullah Haidary
Hamedullaah Haidary (Kabul, 16 aprile 1975) è uno scacchista afghano.
Selezionato dall'Afghanistan come rappresentante per le Olimpiadi degli scacchi del 2006 svoltesi a Torino ha avuto un triste passato. 
Nel gennaio 1984, ha così dichiarato lo scacchista, un bombardamento distrusse la casa nei dintorni di Kabul e morirono i suoi genitori, la sorella e i nonni. Si salvò lui, miracolato. 
Crebbe adottato da contadini di origine libiche. A ventun anni si iscrisse nella scuola afghana "Skckul" per studiare gli scacchi. Adesso vive a Tripoli, in Libia con i figli Saamdi e Saalam Haidary e la moglie Gret Saani, di origine tunisine.